# Michigan International Speedway
Michigan International Speedway (Michigan Speedway 1997–2000) är en amerikansk racerbana utanför Brooklyn, Michigan. Banan är 2 miles (3.218 km) lång, och har en banking i kurvorna på 18 °, vilket gör den till en av världens allra snabbaste racerbanor alla kategorier.

## Historia
Banan byggdes 1967 av Lawrence H. LoPatin. I 27 år ägdes banan av Penske Corporation innan den 1999 köptes av International Speedway Corporation. År 2019 köptes banan av Nascar. Banans största tävling under många år var Michigan 500, där CART körde på bilarnas absoluta gräns, vilket ofta ledde till spektakulära tävlingar och jämna målgångar. Några av världens snabbaste varv med en racerbil har satts på banan. 
Nascar Cup Series kör två tävlingar över 400 miles på banan, som är en av mästerskapets snabbaste, med sin banking på 18° i kurvorna (vilket är mycket för formelbilar, men normalt för Nascar). Sedan 2008 körs inte längre formelbilsracing på banan, sedan Speedway Motorsports vägrat att ha två kortare tävlingar efter varandra för IndyCar Series. 
Efter att Michigan 500 ett tag var en genuin rival till Indianapolis 500, har intresset bland publiken för formelbilsracing på banan minskat, och numera är Nascar det enda stora evenemanget.